# Höllerersee
Der Höllerer See ist ein Gewässer in Oberösterreich im Bereich der Gemeinden St. Pantaleon und Haigermoos.

## Geographie
Der Höllerersee ist 780 m lang, 330 m breit und hat die Form einer Niere; die maximale Tiefe beträgt 21 m. Der Höllerer See bedeckt eine Fläche von ca. 20 ha und speichert ungefähr 3 Mio m³ Wasser. Der Seewasserspiegel liegt im Mittel 464 m über dem Adriatischen Meer.
Das Becken des Sees weist die Form eines Bootes auf. Im Uferbereich fällt die Böschung relativ rasch bis zu einer Tiefe von ungefähr 10 m ab und im mittleren Bereich weist der Untergrund eine gleichmäßige Tiefe von ungefähr 21 m auf. Die Wasserspiegelschwankungen, die vom Grundwasserstand abhängen, betragen ca. 30 cm. Die große Tiefe im Vergleich zur Oberfläche führt zu einem seltenen limnologischen Phänomen: Das Wasser unterhalb einer Tiefe von ca. 10 m vermischt sich auch in den Phasen der Durchmischung nicht mit dem Wasser darüber.

## Flora und Vegetation
Die im Osten und Westen bewaldeten Ufer schützen gut vor Wind und führen im Frühjahr zu einer raschen Erwärmung. Der Höllerersee ist daher auch ein beliebtes Badegewässer mit meist guter Wasserqualität. Der Baumbestand am Ufer weist Silberweiden, Schwarzweiden, Salweiden, Schwarzerlen, Schwarz-Pappeln und die Gemeine Birke auf. Im Wald rund um den See stehen die üblichen Bäume der heimischen Mischwälder.

## Fauna
Der See wird von der Fischerei bewirtschaftet, wobei in erster Linie Wels, Hechte, Zander, Forellen (Regenbogen-, See- und Bachforelle), Saibling, Brachsen und Karpfen (Schuppen-, Spiegel-, Leder- und Silberkarpfen) eingesetzt werden.

## Tourismus
Im nördlichen Seeuferbereich wurden vom Haigermooser Verschönerungs- und Fremdenverkehrsverein Wiesen- und Seeflächen gepachtet, damit dieser Seeuferbereich für die Allgemeinheit zugänglich bleibt und entsprechend gepflegt wird.